# Цертолизумаб пегол
Цертолизумаб пегол — лекарственный препарат, фрагмент моноклонального антитела, ингибитор фактора некроза опухоли. Одобрен для применения: США (2008).

## Механизм действия

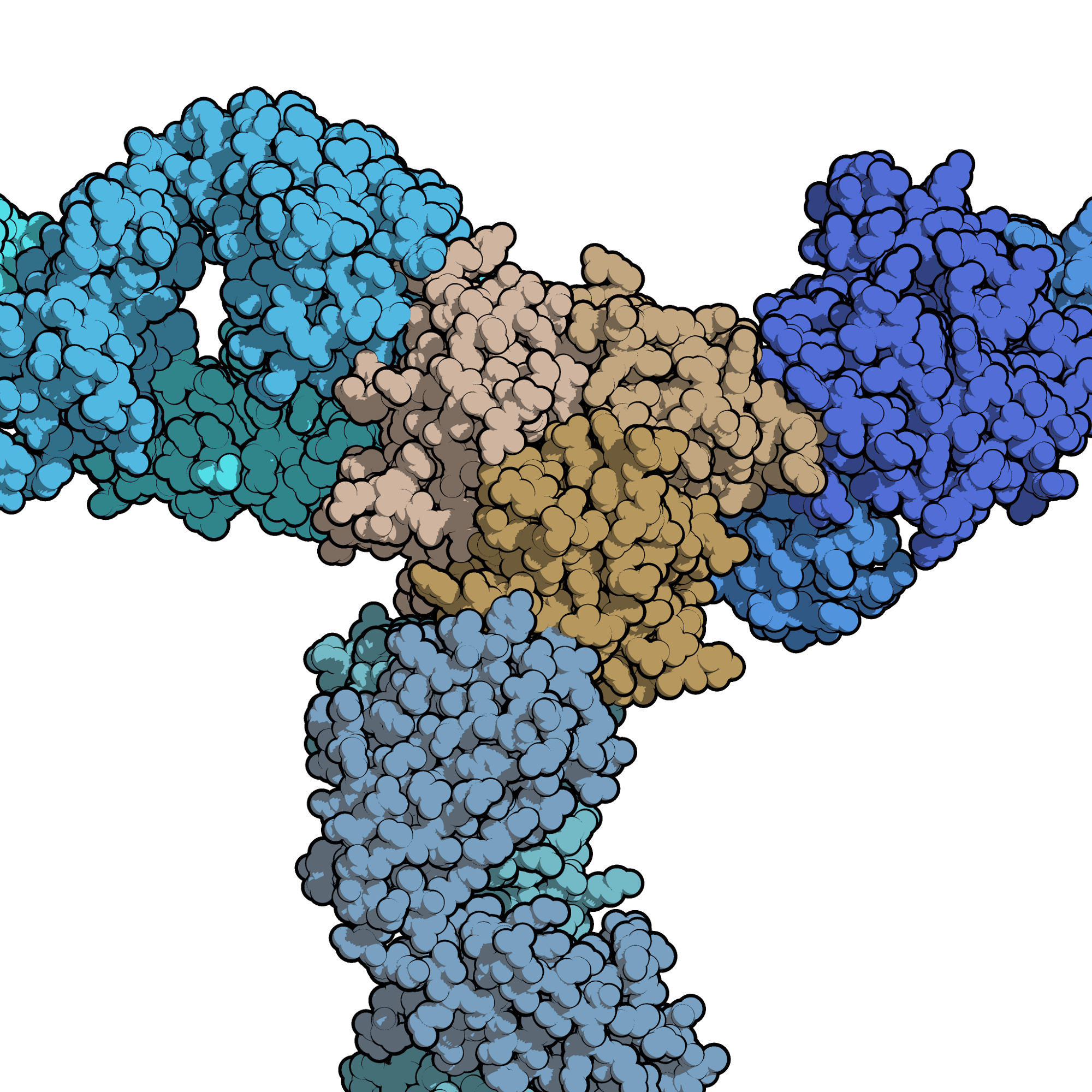
Три молекулы Цертолизумаба (оттенки синего), связанные с гомотримером фактора некроза опухоли (жёлтый).

Цертолизумаб пегол распознаёт как циркулирующую в крови растворимую форму фактора некроза опухоли (ФНО), так и клеточную мембранную форму этого цитокина. Цертолизумаб пегол представляет собой ПЭГилизированный антигенсвязывающий фрагмент гуманизированного моноклонального антитела к ФНО.

## Показания
- Болезнь Крона
- Псориатический артрит
- Умеренная и тяжелая форма бляшечного псориаза у пациентов, которым показана фототерапия или системная терапия
- Ревматоидный артрит
- Нерадиографический аксиальный спондилоартрит[англ.]*
- Анкилозирующий спондилоартрит[4]

## Способ применения
Подкожная инъекция.